# Mariaklagan
Mariaklagan eller Marias klagan, även Fragmentum Runico-Papisticum (”Runisk-papistiskt fragment” på latin) är en forndansk eller fornskånsk medeltida runtext skriven under 1300- eller 1400-talet. Det är den näst längsta kända forna runskrifterna där enbart Codex Runicus är längre, även den skriven i Skåne under 1300-talet.
Texten upptäcktes runt 1700 av riksantikvarien Johan Peringskiöld som sex pergament vid Vallentuna kyrka. Det publicerades 1721 av hans son och efterträdare Johan Fredrik Peringskiöld under titeln Fragmentum Runicum-Papisticum (”Runisk-papistiskt fragment”).
Mariaklagan antas vara en översättning av ett tyskt verk, eftersom denna typ av texter var mycket populära i Tyskland under medeltiden. När och hur handskriften hamnade i Vallentuna kyrka i Uppland är däremot inte känt.

## Gallery

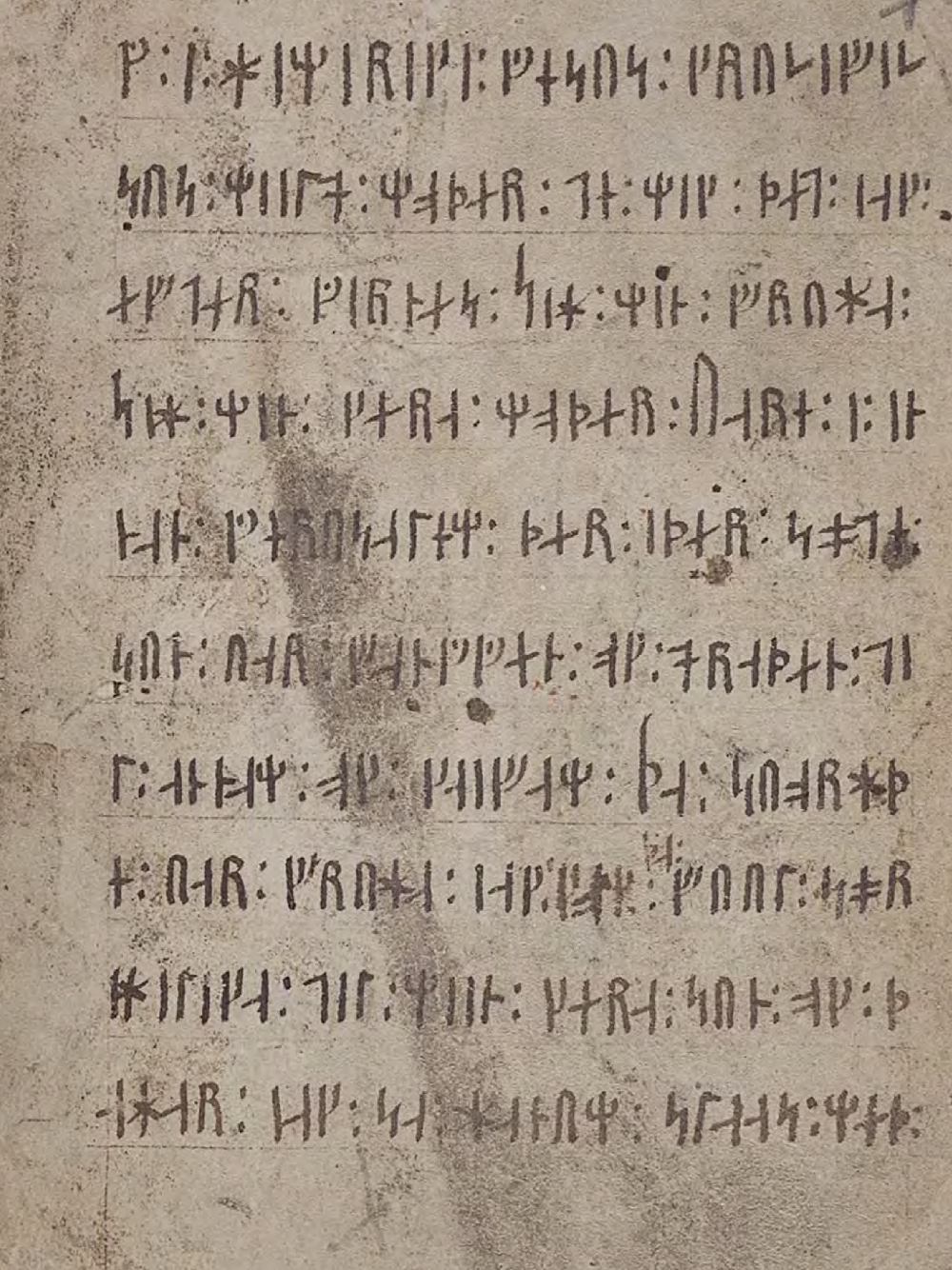
Sida 1/12
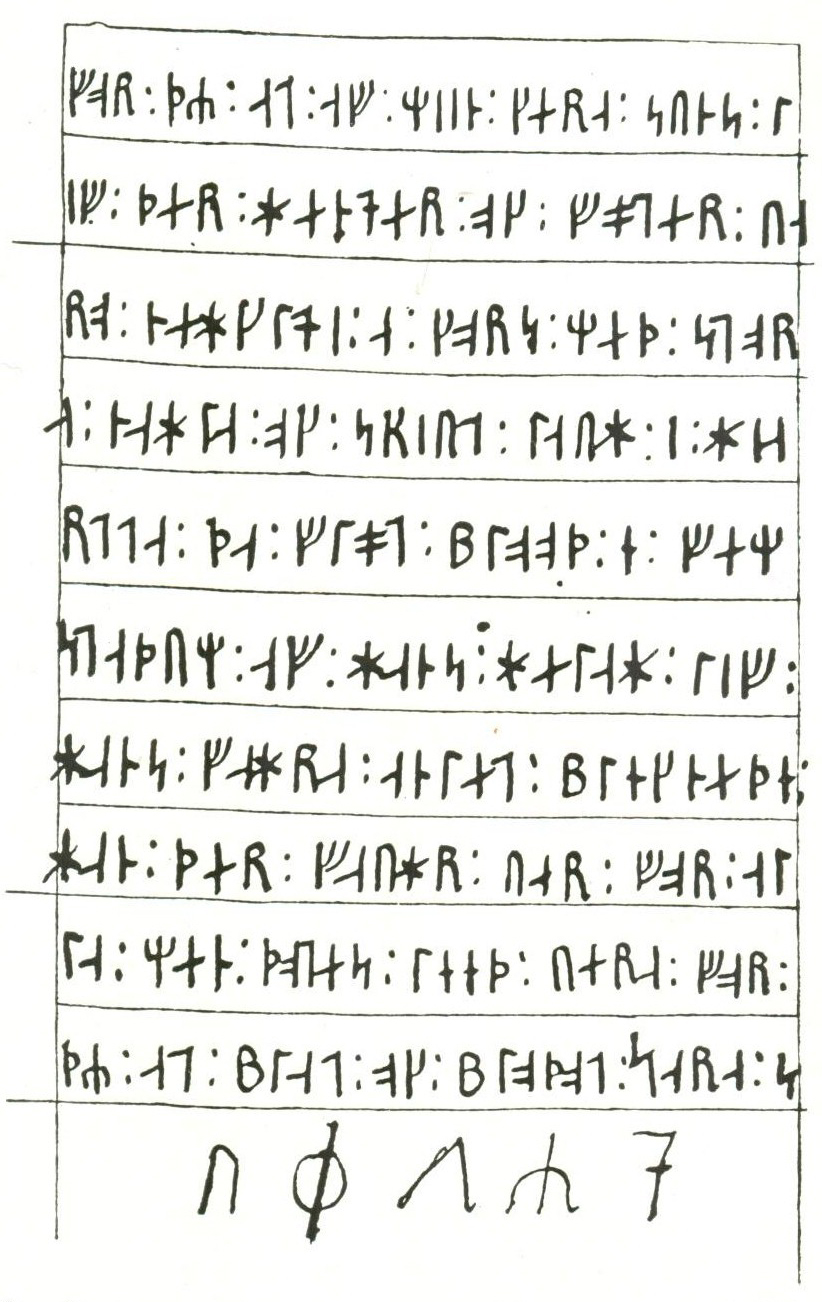
Sida 6/12